# Bonners Ferry
Bonners Ferry es una ciudad ubicada en el condado de Boundary en el estado estadounidense de Idaho. En el año 2010 tenía una población de 2.543 habitantes y una densidad poblacional de 446,14 personas por km².

## Geografía
Bonners Ferry se encuentra ubicado en las coordenadas 48°41′33″N 116°19′03″O / 48.69250, -116.31750. Según la Oficina del Censo, la localidad tiene un área total de 5,7 km² (2,2 mi²), de la cual 5,4 km² (2,1 mi²) es tierra y 0,3 km² (0,1 mi²) (5.78%) es agua.

## Demografía
En el 2000 la renta per cápita promedia del hogar era de $24,509, y el ingreso promedio para una familia era de $35,237. En 2000 los hombres tenían un ingreso per cápita de $28,558 contra $16,776 para las mujeres. El ingreso per cápita para la localidad era de $13,343. Alrededor del 20% de la población estaba bajo el umbral de pobreza nacional.